# Ілик Роман Романович
Роман Романович Ілик (нар. 14 листопада 1963, місто Борислав Львівської області) — Народний депутат України, Доктор медичних наук (2013), професор.

## Освіта
Навчався в Бориславському медичному училищі, яке закінчив з відзнакою, та Івано-Франківському медичному інституті, закінчив аспірантуру Київського інституту післядипломної освіти імені Шупика (1995—1999).
Автор понад 50 праць, у тому числі понад 20 друкованих робіт у профільних виданнях ВАК, 6 раціоналізаторських пропозицій, 2 патентів України про винаходи.

## Трудова діяльність
У 1987—1991 рр. — практикуючий лікар, у 1991—2001 рр. — завідувач ортопедичного відділення у ДСП.
Вересень 2001 — вересень 2009 рр. — асистент, доцент; з 2016 професор кафедри ортопедичної стоматології Львівського національного медичного університету імені Данила Галицького 
.

## Політична діяльність
Роман Ілик був активним учасником Помаранчевої революції 2004 року. Разом з колективом стоматологічної клініки, яку на той час очолював, їздив на Майдан Незалежності, надавав посильну фінансову допомогу для потреб революції.
У 2006 р. обраний депутатом Львівської облради, член постійно депутатської комісії з питань освіти і науки.
Вересень 2009 — листопад 2010 рр. — Перший Заступник Голови Львівської обласної ради.
2010—2012 — помічник-консультант народного депутата України.
На парламентських виборах 2012 року обраний Народним депутатом України від Об'єднаної опозиції «Батьківщина» по одномандатному мажоритарному виборчому округу № 121. За результатами голосування здобув переконливу перемогу набравши 49,11 % голосів виборців. У Верховній Раді став Першим Заступником Голови Комітету з питань охорони здоров'я.
Співавтор, разом з іншими депутатами від опозиції, а саме однопартійцями Лесею Оробець, Олегом Лукашуком, Олександрою Кужель, а також Віктором Чумаком (партія «Удар»), законопроєкту «Про визнання таким, що втратив чинність, Закону України „Про внесення змін до деяких законів України щодо ліцензування імпорту лікарських засобів та визначення терміна «активний фармацевтичний інгредієнт». «Закон …щодо ліцензування…» тільки нещодавно ввійшов у дію і передбачає, що необхідно додатково ліцензувати і контролювати якість лікарських засобів, які ввозяться в Україну, а також здійснювати охорону фармацевтичного ринку України від підробок і завезення ліків, термін придатності яких закінчується. Його виконання може привести до значних збитків фармацевтичних компаній, зокрема тих, які підконтрольні сину Раїси Богатирьової Олександру.
2016—2019 рр. Заступник Міністра охорони здоров'я України в командах реформаторів О.Квіташвілі та У.Супрун. Ініціатор та автор Урядової програми реімбурсації «Доступні ліки». Роботу Програми відшкодування вартості лікарських засобів високо оцінили вітчизняні та міжнародні експерти. З командою однодумців впроваджував оновлений Національний перелік лікарських засобів та оцінку медичних технологій в Україні.
2019 звільнився, за власним бажанням, від займаної посади Заступника Міністра, балотуючись самовисуванцем до ВРУ по 121 рідному одномандатному мажоритарному виборчому окрузі.

## Сім'я
Розлучений. Має трьох доньок: старша донька — Олена — лікар, у 2009 р. Роман Ілик передав їй сімейний бізнес — клініку «Рома», середня донька  Романія - лікар, наймолодша — Арета вивчає міжнародне право у Львівському національному університеті імені Івана Франка.